# Bacalhau à minhota

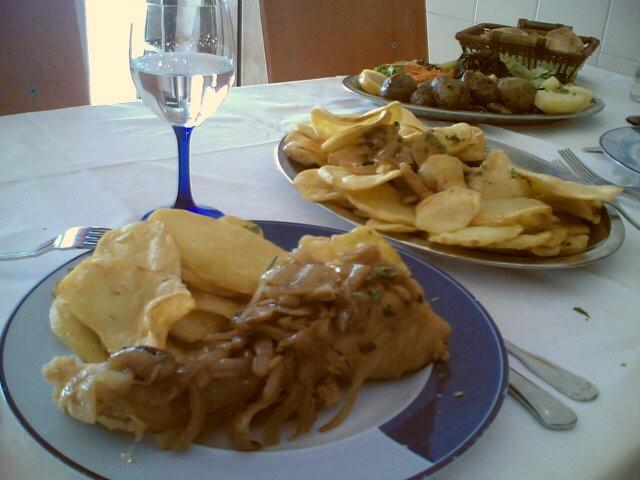
Bacalhau à minhota servido em Vila Praia de Âncora

O bacalhau à minhota é um prato culinário típico da região do Alto Minho, no norte de Portugal.
Consiste em postas de bacalhau polvilhadas com pimentão e fritas em óleo. No mesmo óleo, são fritas batatas cortadas em rodelas grossas. Por fim, são fritas lentamente em azeite rodelas finas de cebola, que são colocadas sobre o bacalhau, antes de servir. O prato final pode ser enfeitado com azeitonas e acompanhado por grelos.